# Onthophagus nuchicornis
Petit bousier noir sans cornes
Espèce
Onthophagus nuchicornis, le Petit bousier noir sans cornes, est une espèce de Coléoptères de la famille des Scarabaeidae.

## Systématique
Le nom valide complet (avec auteur) de ce taxon est Onthophagus nuchicornis (Linnaeus, 1758).
L'espèce a été initialement classée dans le genre Scarabaeus sous le protonyme Scarabaeus nuchicornis Linnaeus, 1758.
Ce taxon porte en français le nom vernaculaire ou normalisé suivant : Petit bousier noir sans cornes,.
Onthophagus nuchicornis a pour synonymes :
- Copris acornis Geoffroy, 1785
- Onthophagus alpinus Kolenati, 1846
- Onthophagus dillwyni Stephens, 1830
- Onthophagus immaculatus Mulsant, 1842
- Onthophagus indistinctus Mulsant, 1842
- Onthophagus nuchicornis subsp. asimmetricus Negrobov, 2003
- Onthophagus nuchicornis subsp. elenius Negrobov, 2003
- Onthophagus nuchicornis subsp. immaculatus Mulsant, 1842
- Onthophagus nuchicornis subsp. indistinctus Mulsant, 1842
- Onthophagus nuchicornis subsp. rubripes Mulsant, 1842
- Onthophagus nuchicornis subsp. rufipes Negrobov, 2003
- Onthophagus nuchicornis subsp. submarginalis Sahlberg, 1926
- Onthophagus nuchicornis subsp. vulneratus Mulsant, 1842
- Onthophagus rhinoceros Melsheimer, 1845
- Onthophagus rhinocerus Melsheimer, 1846
- Onthophagus rubripes Mulsant, 1842
- Onthophagus submarginalis Sahlberg, 1926
- Onthophagus verticicornis (Fabricius, 1775)
- Onthophagus vulneratus Mulsant, 1842
- Scarabaeus nuchicornis Linnaeus, 1758
- Scarabaeus planicornis Herbst, 1789
- Scarabaeus trituberculatus Schrank, 1798
- Scarabaeus verticicornis Fabricius, 1775
- Scarabaeus xiphias Fabricius, 1792